# Pohanství

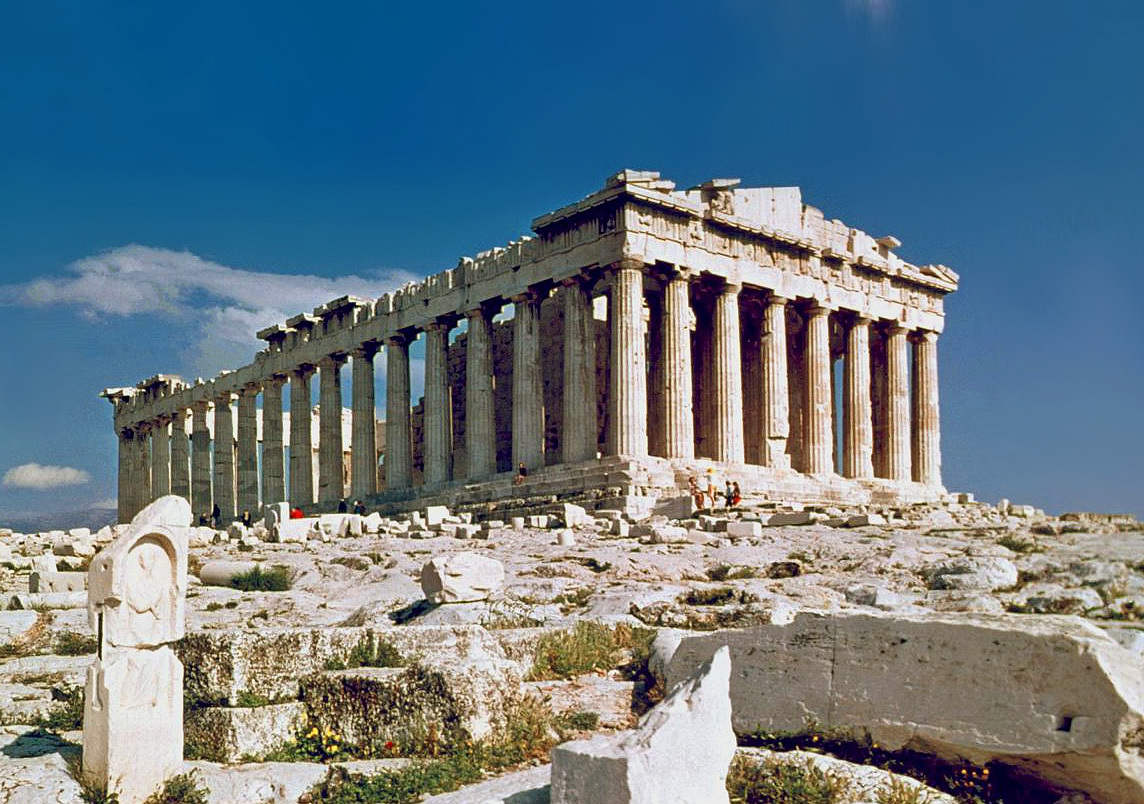
Parthenón na athénské akropoli sloužil ve starověku jako chrám zasvěcený bohyni Athéně

Pohanství je termín vzniklý v pozdní antice, kterým křesťané označovali jakékoliv jiné náboženství kromě svého a židovského, tedy především římské a řecké tradiční náboženství. Výraz byl a je však využíván velmi vágně a jako pohanství může být chápáno například následující:
- protipól monoteismu, tedy polyteismus a domorodá náboženství obecně[1][2][3]
- všechna náboženství kromě křesťanství a judaismu, tedy také islám a další monoteistická náboženství[1][2][3]
- ateismus, bezvěrectví[1][3]

Pojem má negativní, pejorativní konotace, a proto začal po druhé světové válce z odborné literatury mizet. V moderní době pojem pohanství v křesťanství vyšel z užití. Od 20. století se ale k termínu sami hlásí příslušníci hnutí známých jako novopohanství či moderní pohanství.
Výrazy obdobné pojmu pohan se objevují i dalších abrahámovských náboženstvích: v judaismu je to gój, v islámu káfir.

## Terminologie
Vyznavači většiny náboženství, která křesťané označovali jako pohanství, neměli pro svou víru a kulty žádné zvláštní označení.  Až potřeba po slově označujícím člověka nevyznávajícího křesťanství vedla ke vzniku výrazů, jako je latinské paganus, staroanglické hǣthen, řecké hellén nebo starocírkevněslovanské iazykъ, s významem „nekřesťan“. Všechna tato slova jsou tak původně exonymy, poprvé užitými křesťany a zpravidla užívaná s hanlivou a negativní konotací. Taktéž se jedná o obecná označení, která neberou ohled na rozdílnost jednotlivých „pohanských“ náboženství a všechna je chápou jako v základě stejná.
České slovo pohan  vychází z latinského adjektiva pagānus „venkovský“ a to zase z pagus „venkovský okres, venkov“. Důvod, proč se stalo z adjektiva pagānus mezi lety 360 až 420 v latinské části Římské říše substantivum pagānus „pohan“, není zcela jasný. Podle tradičního výkladu zastávaného ve středověku, ale převládajícího i na počátku 21. století, došlo ke změně významu v situaci, kdy předkřesťanská náboženství přežívala na venkově, a je to označení hanlivé a pohrdavé, které mělo poukázat na nekulturnost a barbarství vyznavačů starých náboženství. Problémem takového výkladu je však fakt, že na počátku 4. století zůstávalo „pohanství“ v Západořímské říši stále náboženstvím městským a vyznávaným elitami. Slovo pagānus, pokud bylo užito ve významu „venkovský“, navíc mělo pozitivní či neutrální konotaci, na rozdíl od běžnějších výrazů rusticus a agrestis, tedy nevyjadřovalo nekulturnost či neotesanost.
Na základě faktu, že významem slova pagānus bylo v období raného císařství nikoliv „venkovský“, ale „civilní“ jako opak k „vojenský“, již v 16. století spisovatel Andrea Alciato navrhl odlišný důvod k užívání slova pagānus: kontrast pohanů „civilistů“ s křesťany jako vojáky Kristovými. I takový výklad je však problematický – výraz milites Christi byl opravdu hojně užíván například Tertulliánem (160–220), ten však užíval pro nekřesťany výrazy gentes, nationes, ethnici, zatímco výrazu pagānus užil jen dvakrát, a to vždy zjevně ve smyslu civilisty, v jednom z těchto případů dokonce výslovně ve smyslu křesťanského civilisty. Klasický badatel Alan Cameron poukazuje na fakt, že ještě na přelomu 4. a 5. století Aurelius Augustinus uvádí výraz pagānus, ač jej sám s oblibou užíval, jako výraz lidový či nový. Po vzoru klasické badatelky Christine Mohrmann považuje význam „nekřesťan, pohan“ za odvozený z dalšího významu pagānus, a to „nepatřící ke skupině, nečlen, osoba bez úřadu, soukromá osoba“ a považuje jej spíše za neutrální výraz původně označující jen fakt, že daná osoba není členem křesťanské církve.

### Alternativní označení
V některých jazycích se objevily i alternativní výrazy ke slovu pohan, jedná se především o anglické heathen a jeho obdoby v dalších germánských jazycích, řecké hellén (Ἕλλην) a ruské jazyčnik (язы́чник).
Anglické slovo heathen vykládá The American Heritage Dictionary jako hanlivý výraz pro toho, „kdo není křesťan, muslim ani žid“, nebo „vyznavače germánského novopohanství“, případně hovorově „člověka nábožensky lhostejného, necivilizovaného, neosvíceného“. Oxford Lexico vykládá toto slovo jako „osoba, která nenáleží k náboženství většiny (především taková, která není křesťan, žid či muslim)“, případně „polytheista, pohan“ nebo hovorově „člověk postrádající kulturu či morálku“.
Slovo heathen má své protějšky v dalších germánských jazycích jako nizozemské heiden, německé Heide nebo islandské heidhin a vychází ze staroanglického hǣthen „obyvatel otevřené krajiny, divoch“ a to zase ze hǣth „neobdělávaná zem, vřesoviště“. Význam „nekřesťan, pohan“ vychází nejspíše z Wulfilova překladu Bible do gótštiny, v kterém je užito výrazu haiþno „pohanka“ jako překladu pro řecké gune hellenis. Lze předpokládat, že právě z toho překladu se rozšířilo posunutí významu do dalších germánských jazyků, stejně jako se stalo v případě dalších výrazů základní křesťanské slovní zásoby. Slovo haiþno „pohanka“ tak může být odvozeno od haiþi „obyvatel divoké krajiny, vřesoviště“, přičemž tím byla po vzoru latinského paganus vyjádřena necivilizovanost pohanů, zároveň je však možný vliv vnější podobnosti s řeckým ethné užívaném pro „(pohanské) národy“ v překladech Bible. Haiþno dokonce může být přejímkou tohoto řeckého slova prostřednictvím arménského hethanos, snad jen lidovou etymologií spojeného s haiþi. Germanista Dirk Boutkan se naopak domnívá, že haiþno vychází z pragermánského *haiþana, jehož význam „obyvatel vřesoviště“ však vykládá jako „žijící na společné půdě, člen komunity“ a považuje jej za neutrální výraz, který sami pro sebe používali vyznavači tradičních náboženství, nikoliv hanlivé označení vzniklé v křesťanském prostředí.
Řecké slovo hellén (Ἕλλην), původně „Řek“, se stalo slovem pro nekřesťana a vyznavače starých náboženství ve 4. století. Historii tohoto významu lze sledovat již do období makabejského povstání (167–161 př. n. l.) a Pavla z Tarsu (5–64/67), a to jako opozici Židů a „nevěřících“ Řeků. Ve 4. století jej ve smyslu nekřesťana začali používat křesťané, ale v době vlády Juliána (360–363) se pro sebe tak sami začali ze vzdoru nazývat sami někteří pohané. Nakonec toto slovo v běžném užívání prakticky ztratilo svoji spojitost s kulturou, ač nad tím mnozí doboví autoři, křesťanští i pohanští, hořekovali. Tento vývoj se odrazil i v latině, kde bylo někdy užíváno užíváno graecus „Řek“ jako synonymum k paganus a hellén překládáno jako paganus.
Ve slovanském prostředí je užíváno také výrazu jazyčník, ten je odvozen od praslovanského *językъ ve významu jak „jazyk (orgán)“ tak „jazyk (řeč). Ve staré církevní slovanštině získal tento výraz – iazykъ i význam „člen kmene či národa mluvícího určitým jazykem“ a bylo užíváno jako překlad latinského gentiles „(pohanské) národy“. Do slovanských jazyků bylo také přejato latinské paganus – pohan, to však ve východoslovanských jazycích získalo především význam „špatný, nepoživatelný“ a v náboženském významu se stalo pouze archaismem, v ruštině je tak jazyčnik běžným překladem pro slovo pohan.

## Výskyt a užití

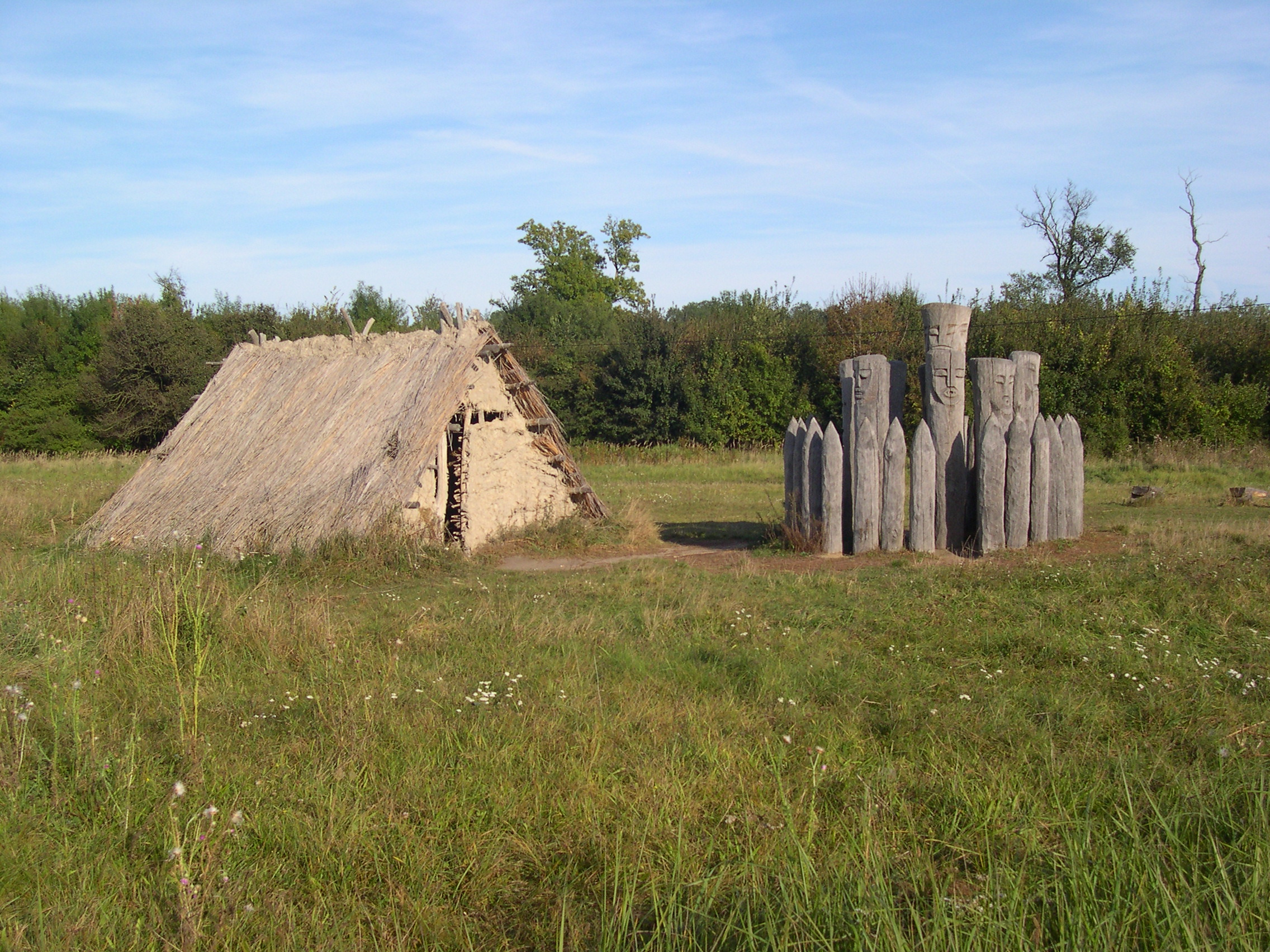
Rekonstrukce kultovního místa Slovanů v areálu muzea v přírodě na Pohansku u Břeclavi

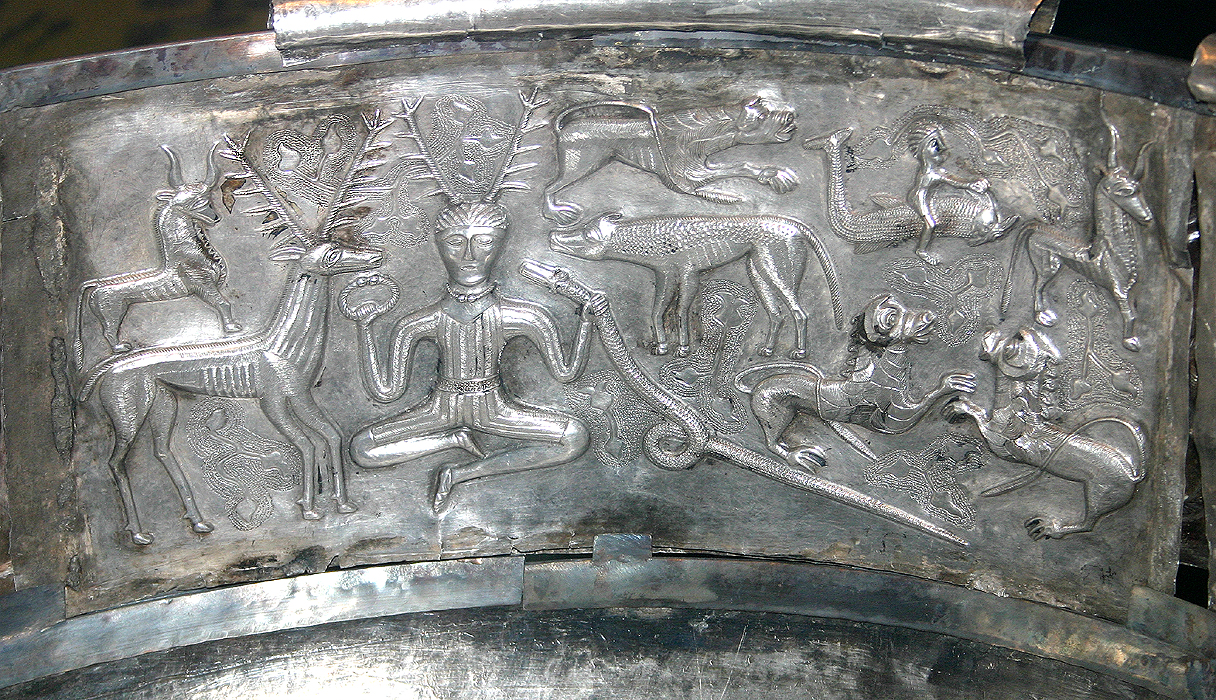
Vnitřní vyobrazení parohatého Cernunna na kotlíku z Gundestrupu

Před přijetím křesťanství vyznávala polyteismus většina starověkých národů a etnik, z evropských například Germáni (a seveřané), Slované, Keltové, Římané a Řekové, z těch starověkých a biblických to byli hlavně Egypťané, Kanaánité, Babyloňané atd., nebo vyznavači šamanismu. Termínu se později nevyhnuli ani obyvatelé Ameriky. Velké civilizace Mayů, Inků a Aztéků byly přinuceny španělskými misionáři a conquistadory vzdát se své staré víry a přijmout víru křesťanskou. Mimo křesťanství se termín někdy užívá i v islámu. Prorok Mohamed při prosazování svých názorů musel čelit zástupům svých nemuslimských odpůrců z řad polyteistů, židů i křesťanů.
V souvislosti s užitím slova pohanství může být používáno dalších pojmů jako stará víra, mnohobožství, (pohanské) kulty a pověry, (pohanská) modloslužba, (pohanské) obětnictví apod., které naznačují, že víra pohanů má co do činění s nevírou v jednoho Boha a je s ní v rozporu, a že souvisí s polyteistickým uctíváním idolů doprovázené oběťmi (někdy krvavými), nebo že je to víra stará a v tomto smyslu překonaná. Podle obecné víry křesťanů vycházela moc pohanů z temných a nečistých sil, zejména z praktikování magie, zaklínání a čarodějnictví, mimo to zabýváním se tzv. hadačstvím, tj. věštěním budoucnosti či odhalování vůle bohů. Ve všech případech se jedná o praktiky, které jsou po etické stránce v rozporu se zjeveným náboženstvím Písma. Navzdory předsudkům žido-křesťanské kultury se pohané těmito činnostmi skutečně zabývali. Starověké Řecko bylo poseté chrámy a věštírnami. Staří Slované a Germáni většinou stavěli pro své duchovní potřeby sakrální hradiště (též kultiště), pečlivě vybrané oplocené místo považované za posvátné a uměle oddělené od ostatního prostoru. Uvnitř mohl být umístěn oltář, posvátné stromy nebo modly bohů. Stavět dřevěné chrámy začali Germáni a Slované mnohem později ve středověku. Staří Keltové zřizovali posvátné háje, ale na rozdíl od ostatních etnik své bohy nezobrazovali, dokud se nedostali pod přímý vliv antického Říma. Takovým případem je i stříbrný kotlík z Gundestrupu zachycující keltská (přesněji galská) božstva. Jako rituální místo keltských druidů často figuruje v moderních romantických představách britský Stonehenge, je však mnohem staršího data a k jakým účelům přesně sloužilo (kdy a kým), není prokázáno.

## Historie

### Pohané vbiblických pramenech

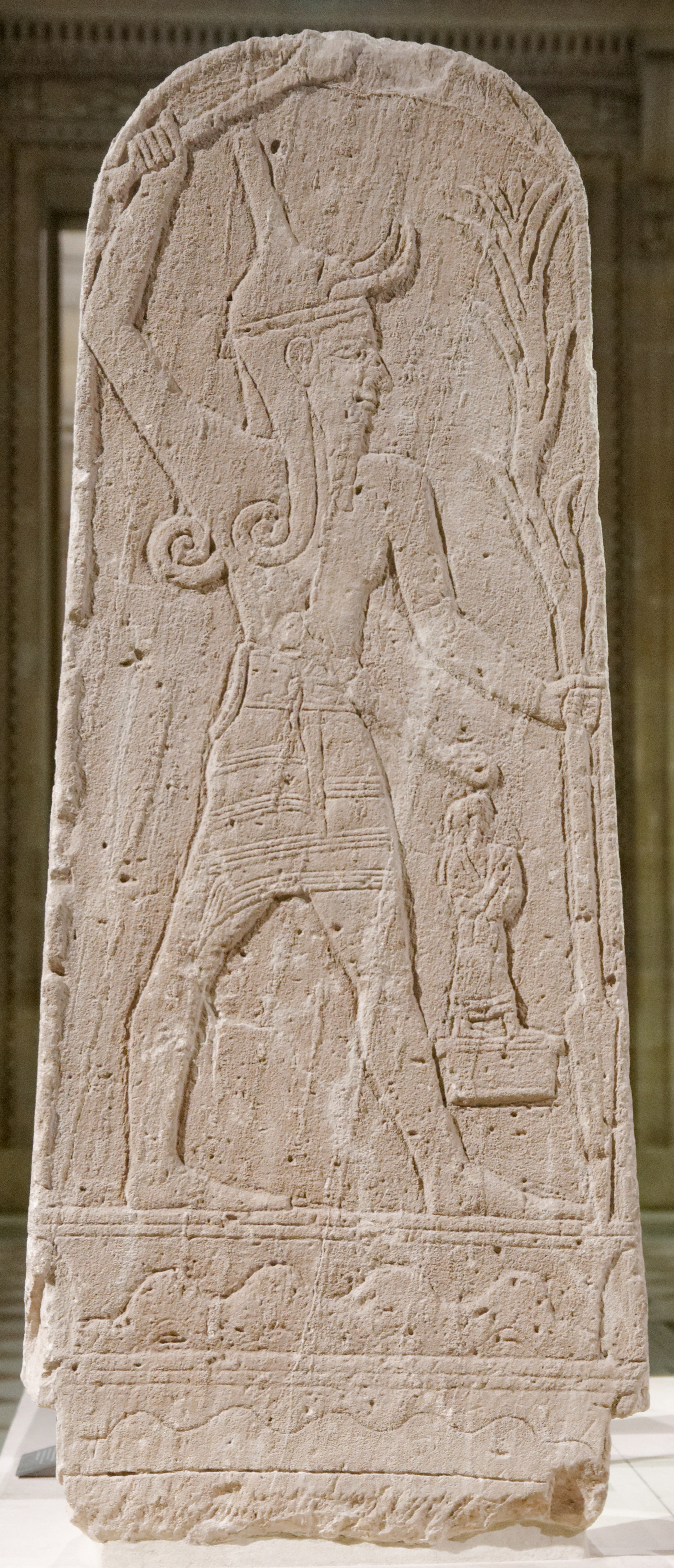
Ugaritská kamenná stéla s Baalem

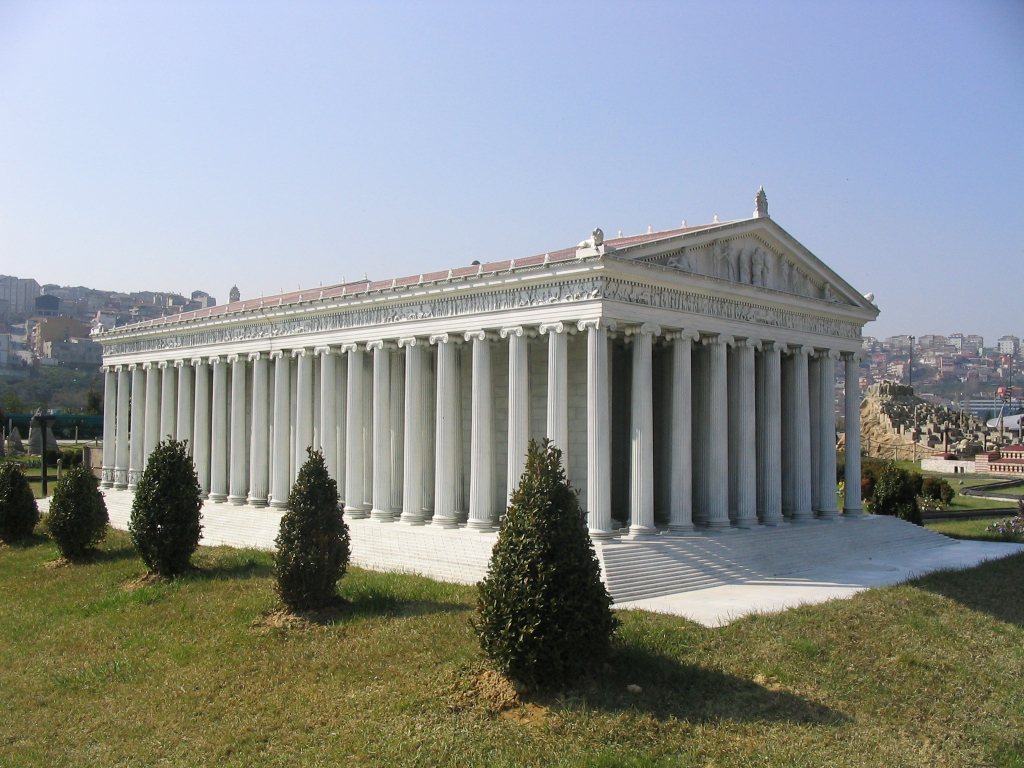
Artemidin chrám v Efesu byl jedním ze sedmi divů starověkého světa; novodobá představa chrámu v parku Miniatürk

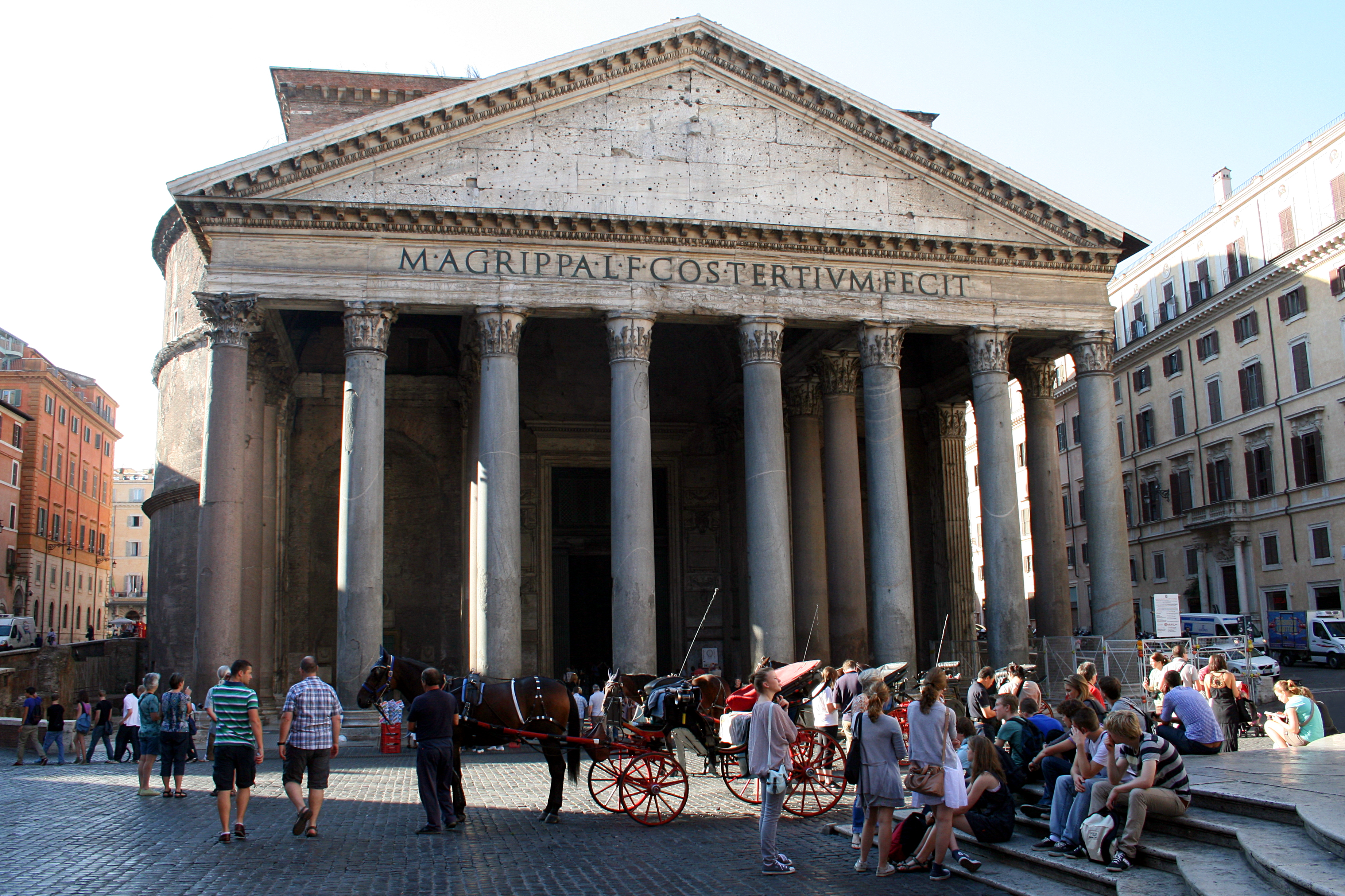
Římský Pantheon je jedním z nejzachovalejších pohanských chrámů. Původně byl zasvěcen všem bohům, v roce 609 byl přeměněn na křesťanský chrám zasvěcený Panně Marii a mučedníkům

Slovo pohan se v českém překladu Bible objevuje často. Slouží k označení semitských národů, Řeků, Římanů a dalších národů, které na rozdíl od monoteistických Židů vyznávají polyteismus neboli mnohobožství. Ve Starém zákoně čelí Izraelité vlivu okolních národů, které nevyznávají jediného Boha, ale řadu různých božstev – bohů a bohyní. (Někdy Židé vystupují i proti svým vlastním lidem, kteří se odvrátili od jediného Boha a přistoupili k uctívání cizích bohů, panovníky Izraele nevyjímaje, viz král Šalomoun). V Bibli se objevují zmínky například o bohyni Aštoret nebo bohu Baalovi, jehož kněze nechává prorok Elijáš nemilosrdně povraždit. Později Židé čelí příchodu rozvinuté helénské kultury, neboť se stávají součástí říše Alexandra Velikého a jejich Bůh bývá proto ztotožňován s řeckým vládcem bohů Diem. Množství původně židovských chrámů bylo přetvořeno a věnováno řeckému vládci bohů z Olympu. V Novém zákoně čelí židé a první křesťané další antické velmoci – Římské říši –, která proměnila Palestinu ve svou provincii a jejímž náboženstvím je mnohobožství. Židé očekávali příchod krále, který by je vysvobodil z nadvlády „nevěřících“ Římanů. Judaismus byl vírou Židů, ale křesťanství se začalo šířit i mezi původní pohany. Proto církev rozdělovala křesťany na ty, kteří vzešli z Židů (židovská víra díky znalosti Písma a Zákona pohotově na křesťanství navazovala), a na ty, kteří vzešli z pohanů. Apoštolské listy bývají věnovány některým z nich, proto hojně rozebírají židovskou obřízku, pohanskou modloslužbu, obětování pohanským bohům nebo pojídání obětin jim věnovaných i spoustu dalších témat s křesťanstvím údajně neslučitelných. Prvním pohanem a „nežidem“, který přestoupil ke křesťanství, je podle Bible Říman Kornelius, ale jinak se křesťanství potýkalo spíše s nesouhlasem, protože mnozí Židé a pohané se raději chtěli držet víry svých předků. V Efesu se křesťanští apoštolové setkali s velice mocným kultem bohyně Artemis, jejíž oddaní stoupenci proti nim vyvolali povstání.
Židy (tedy i Biblí a Starým zákonem) i prvními křesťany (tedy i Novým zákonem) jsou pohané kritizováni zejména za praktikování magických rituálů (které slouží spíše lidem než Bohu) a za modloslužbu čili modlářství (bohům člověk udělil lidskou či zvířecí podobu, aby si je poté mohl zpodobnit ze zlata, stříbra, dřeva, kamene či jiného materiálu; tyto sošky, sochy a obrazy, tzv. modly, poté uctíval a přinášel jim oběti, resp. jejich prostřednictvím uctíval zobrazené bohy). Bible tyto bohy považuje za neživé, falešné a vymyšlené.

### Pohané ve středověku

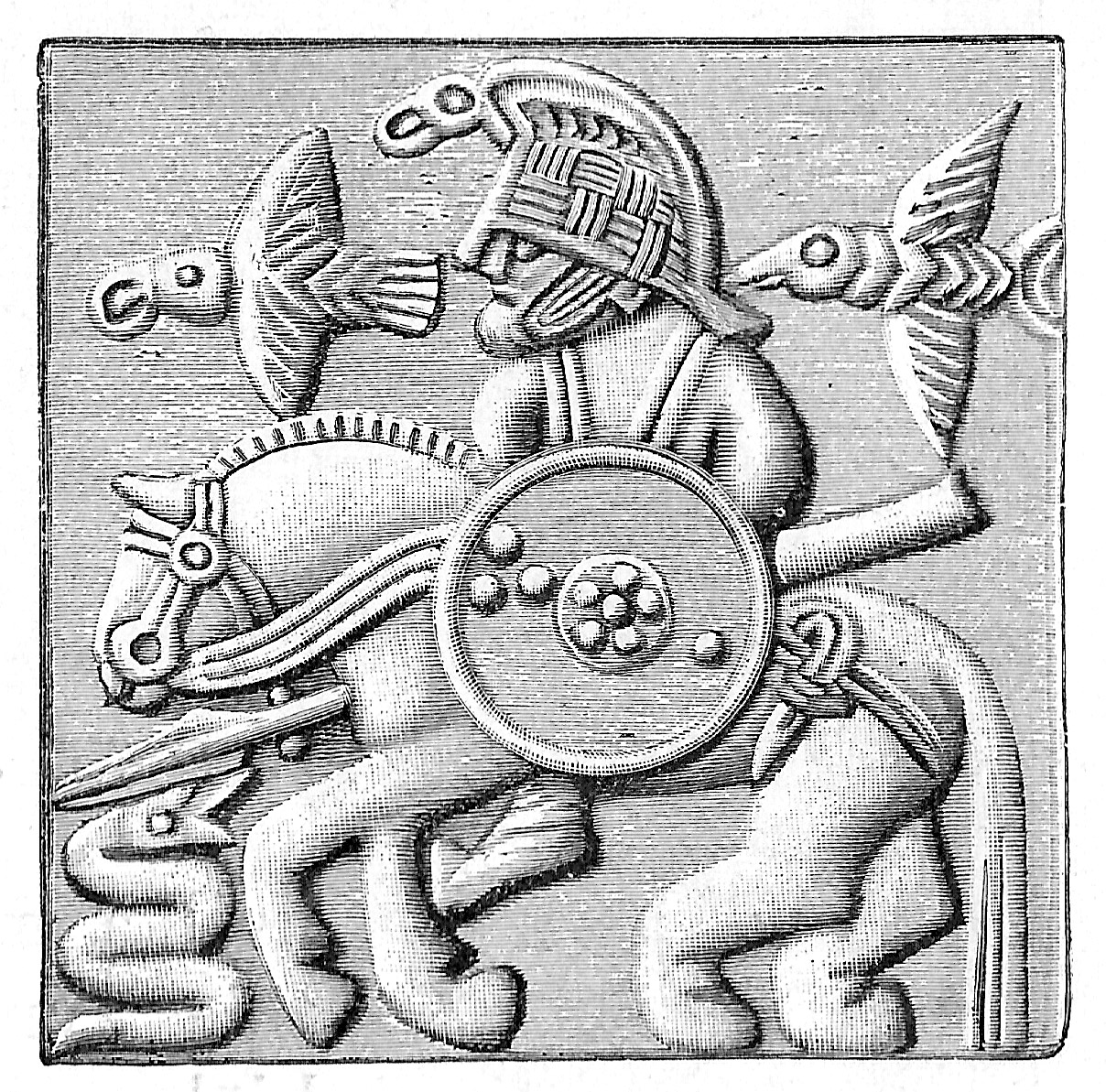
Ódin na svém oři Sleipnim z přilby vendelské éry

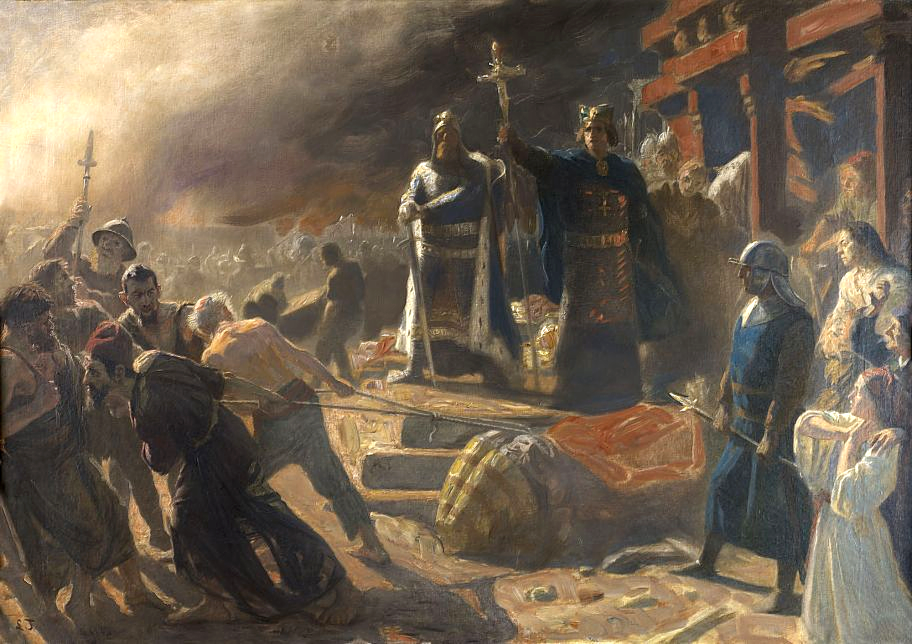
Biskup Absalon roku 1169 nechává v dobyté Arkoně strhnout a poté vláčet ulicemi sochu boha Svantovíta

Pojem „paganus“ ve středověké Evropě spíše sloužil jako hanlivé označení pro venkovana, který místo pravé křesťanské víry stále věří pověrám, „pohanským pověrám“. Bylo obvyklé, že k přijetí křtu se přikláněla zejména šlechta (kvůli příchodu antické vzdělanosti z vyspělejších křesťanských států, někdy však z politických důvodů), zatímco prostí venkované byli zpravidla těmi posledními, kteří na křesťanství přistupovali. Na okraji civilizace mohly stále přežívat některé pohanské přírodní kulty možná až do 14. století. Souvisely zejména s přírodním koloběhem během roku a zemědělstvím; pohanští bohové souviseli s obživou lidí a světem, který je obklopoval, proto je venkované vnímali mnohem intenzivněji než lidé z měst a šlechta.
V křesťanské kultuře se označení „pohan“ užívalo obecně ve významu „jinověrec“ nebo „nekřesťan“, někdy i přeneseně jako urážka vztahující se k domnělému „barbarskému a nemorálnímu jednání“ pohanů. Jako pohané však nebyli označováni vyznavači judaismu ani islámu, neboť tato náboženství (Abrahámovská náboženství) uctívají společného Boha.
Slovanští Ránové sídlící na baltském ostrově Rujána se drželi svého pohanského náboženství ze všech slovanských kmenů nejdéle, a to do roku 1168, kdy je porazil dánský král Valdemar I. Poté byli Ránové donuceni přijmout křest a byli připojeni k Dánsku jako vazalské Rujánské knížectví.
Od roku 1226 proti pohanským Prusům v Pobaltí bojoval Řád německých rytířů, který se je snažil násilně christianizovat. Křížových výprav proti pohanským Prusům a Litevcům se zúčastnili i čeští panovníci Přemysl Otakar II. (ten zde zakládá r. 1256 město Královec) a Jan Lucemburský. Roku 1387 přijala Litva jako poslední země v Evropě křesťanství. K definitivnímu pokřesťanštění turkických Kumánů usazených v Uhersku došlo až v 16. století, a k úplné christianizaci některých pohanských národů v Povolží v evropské části Ruska, například Čuvašů, došlo až koncem 19. století. Marijci žijící v Povolží si uchovali své animistické pohanské náboženství až do současnosti.

## Pohanská náboženství vmytologii

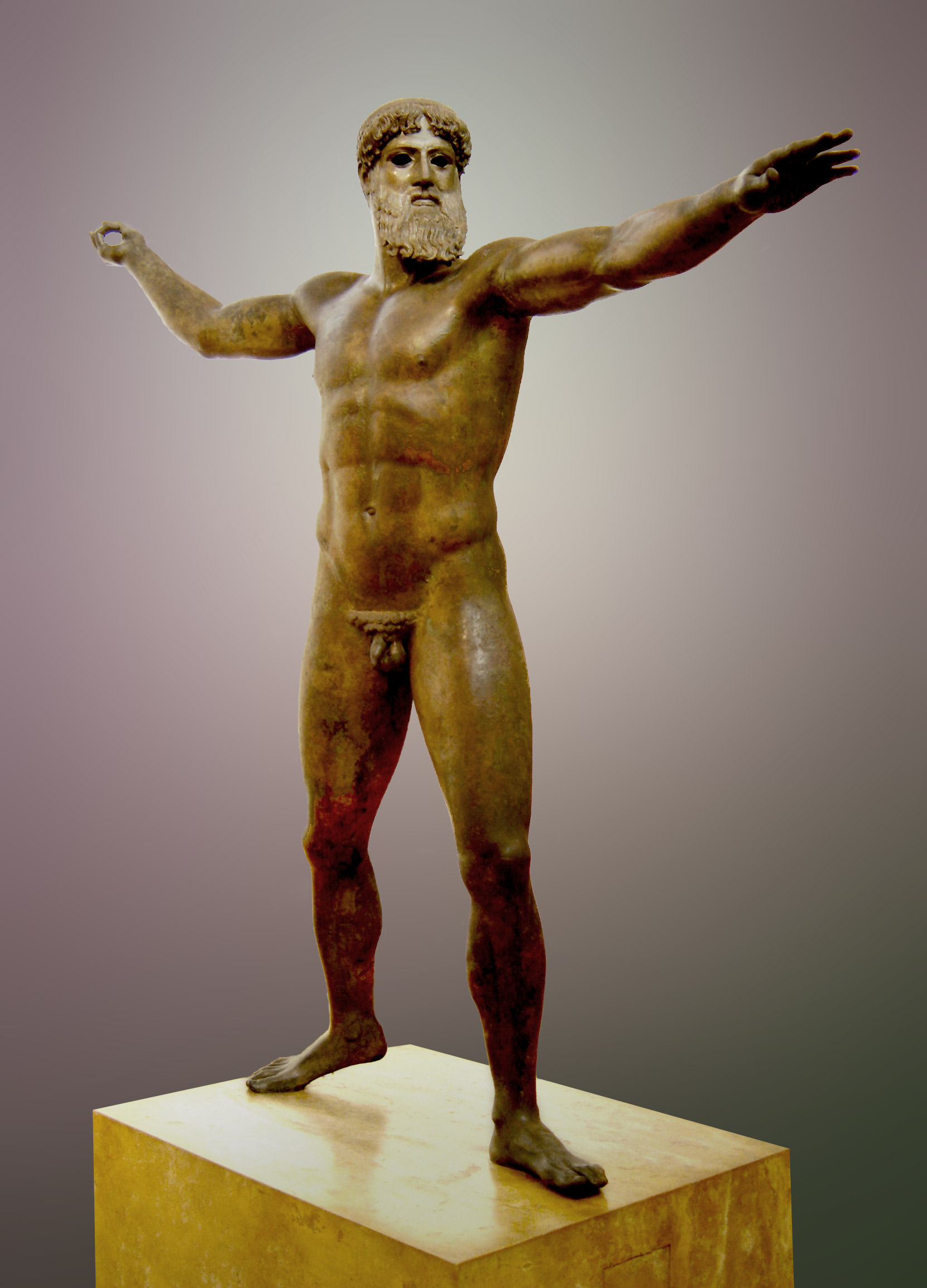
Zeus z Artemísia (kolem 470 př. n. l.)

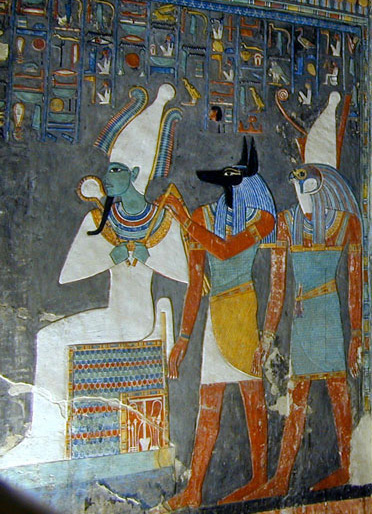
Bohové Usir, Anup a Hor

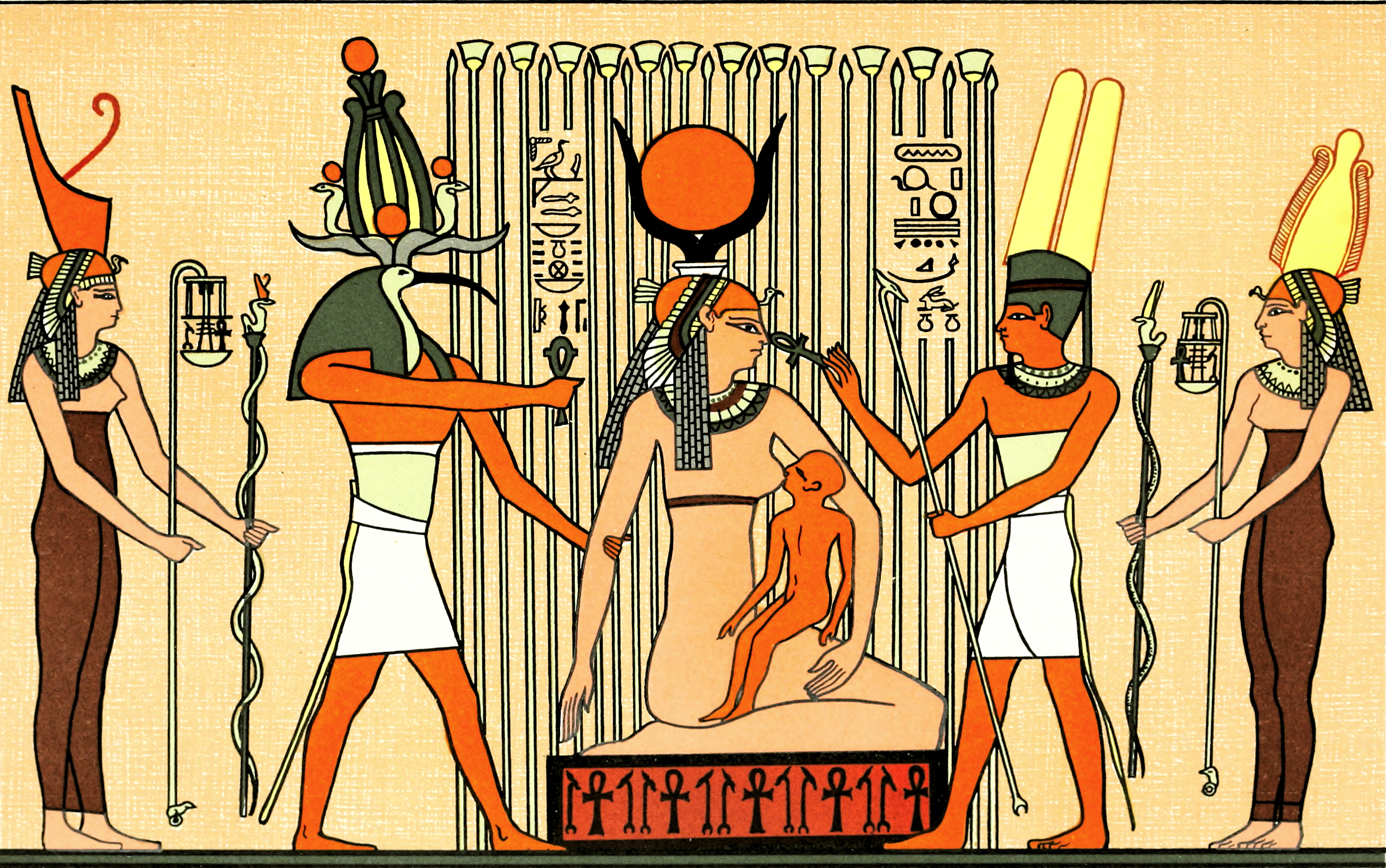
Egyptská bohyně Eset (Isis) obklopená bohy kojí svého syna boha nebes Hora

Pohanství nikdy nebylo jednotné ani organizované náboženství, byť jednotlivé národy měly podobné náboženské představy. Z praktického hlediska se spíše jednalo o jednotlivé kulty, které pojilo dohromady bájesloví a které pohané vyznávali dohromady. Původní pohanská náboženství můžeme poznávat především prostřednictvím mytologií, které jsou kolem nich vystavěné, tedy např.
- Aztécká mytologie
- Mayská mytologie
- Egyptská mytologie
- Slovanská mytologie
- Baltská mytologie
- Keltská mytologie
- Etruská mytologie
- Řecká mytologie
- Římská mytologie
- Germánská mytologie
  - Severská mytologie

V moderní době v souvislosti s oslabením vlivu křesťanství získává pohanství v euroamerické civilizaci (a konkrétně zejména v Evropě) na popularitě (viz novopohanství).